# Villa Kullen, Lidingö kommun

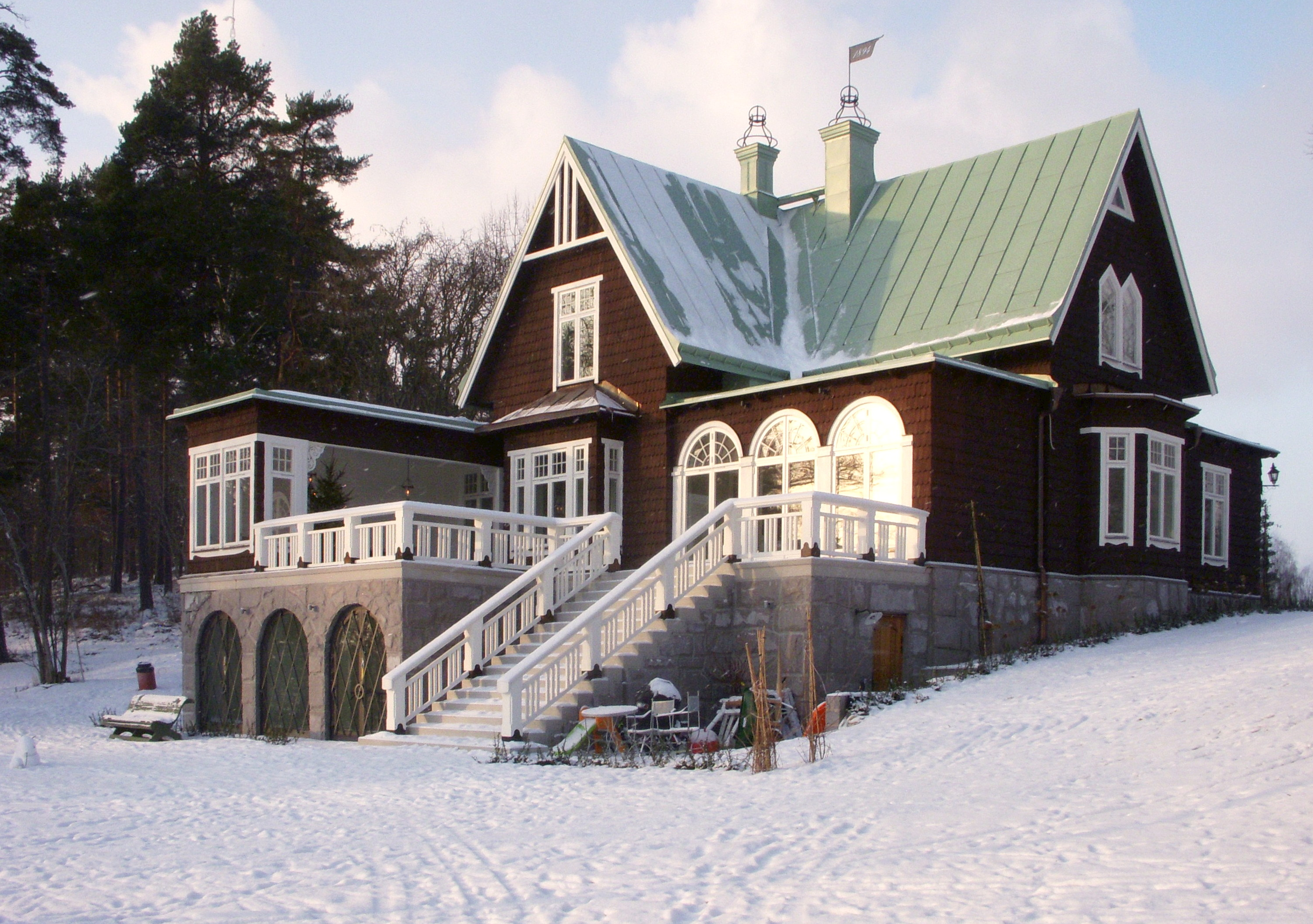
Villa Kullen i februari 2012.

Villa Kullen är en byggnad i närheten av Elfvik i Lidingö kommun. Villan ritades 1894 av arkitekt Isak Gustaf Clason.

## Historik
I en södersluttning med utsikt över Hustegafjärden och Stockholms inlopp ligger Villa Kullen. Det var ett tidigt uppdrag för en av sin tids stora arkitekter, Isak Gustaf Clason. Byggnaden är formgiven i nationalromantisk stil med spånklädda fasader och branta, plåttäckta sadeltak. Vindflöjeln på taket anger byggnadsåret - 1894. Villan är på 1½ plan med utbyggd vind om totalt 240 m² boarea. Till huset hör en knappt 6 000 m² stor tomt som ursprungligen hade parkkaraktär med böljande gräsmattor och solitära träd som ek, kastanj, avenbok och lönn. Vid stranden finns båtbrygga och badhus från samma tid. Byggnaden och parken renoverades 2009-2010 av Lidingö kommun som sedan sålde anläggningen för 29 000 000 kronor. Det blev ett av Sveriges högsta försäljningspriser för en villa under år 2010.